# Ján Vlasko
Ján Vlasko (sinh 11 tháng 1 năm 1990) là một cầu thủ bóng đá Slovakia thi đấu cho Spartak Trnava ở vị trí tiền vệ tấn công.

## Sự nghiệp câu lạc bộ
Sinh ra ở Bojnice, Vlasko bắt đầu thi đấu bóng đá trẻ cho Prievidza. Anh cũng từng chơi cho các đội trẻ của Sparta Praha và Dubnica.
Năm 2007, Vlasko gia nhập đội bóng Gambrinus liga Slovan Liberec. Anh ra mắt chuyên nghiệp cho Slovan Liberec, thay người trong hiệp hai trước Sparta Praha, vào tháng 5 năm 2007.
Anh gia nhập Spartak Trnava vào tháng 8 năm 2012 và ra mắt cho đội bóng trước Žilina ngày 21 tháng 8 năm 2012.
Zagłębie Lubin mua Vlasko vào tháng 7 năm 2015 với mức phí €0,18 triệu.